# Верховный суд Швеции
Верхо́вный су́д Шве́ции (швед. Högsta domstolen) — одна из высших судебных инстанций Королевства Швеции, является последней инстанцией по гражданским, уголовным делам и делам, рассмотренным в Апелляционном суде.
Нынешний председатель суда — Андерс Эка (с 2018 года).

## Состав и формирование
Верховный суд состоит из 16 советников юстиции (justitieråd), которые назначаются Правительством с одобрения Риксдага по предложению комитета судей (Domarnämnden) (до 2008 года Совета по надзору за судебной системой (Tjänsteförslagsnämnden för domstolsväsendet)). Судьи пребывают в должности пожизненно и уходят в отставку при наступлении 67 лет. Одного из судей Правительство назначает председателем и административным главой суда. Также при Верховном суде действует юстиц-секретарь (justitiesekreterare).

## Текущий состав
- Андерс Эка;
- Гудмунд Тойер;
- Агнета Беклунд;
- Сванте Юхансон;
- Даг Маттсон;
- Стефан Юхансон;
- Петтер Асп;
- Малин Бонтрон;
- Эрик Рунесон;
- Стефан Реймер;
- Цецилия Ренфорс;
- Юхан Данелиус;
- Юнас Мальмберг;
- Кристине Лагер;
- Андерс Перклев;
- Маргарета Браттстрём.

## История
Верховный суд был основан королём Густавом III в 1789 году в период просвещённого абсолютизма (ранее высшим органом правосудия являлся Тайный совет). Первоначально суд состоял из 12 членов, половина из которых состояла из дворян, а другая половина — из простых граждан. Суд мог заседать только в том случае, если на нём присутствовало одновременно не менее восьми членов и обязательно при равном количественном соотношении дворян и простых граждан.

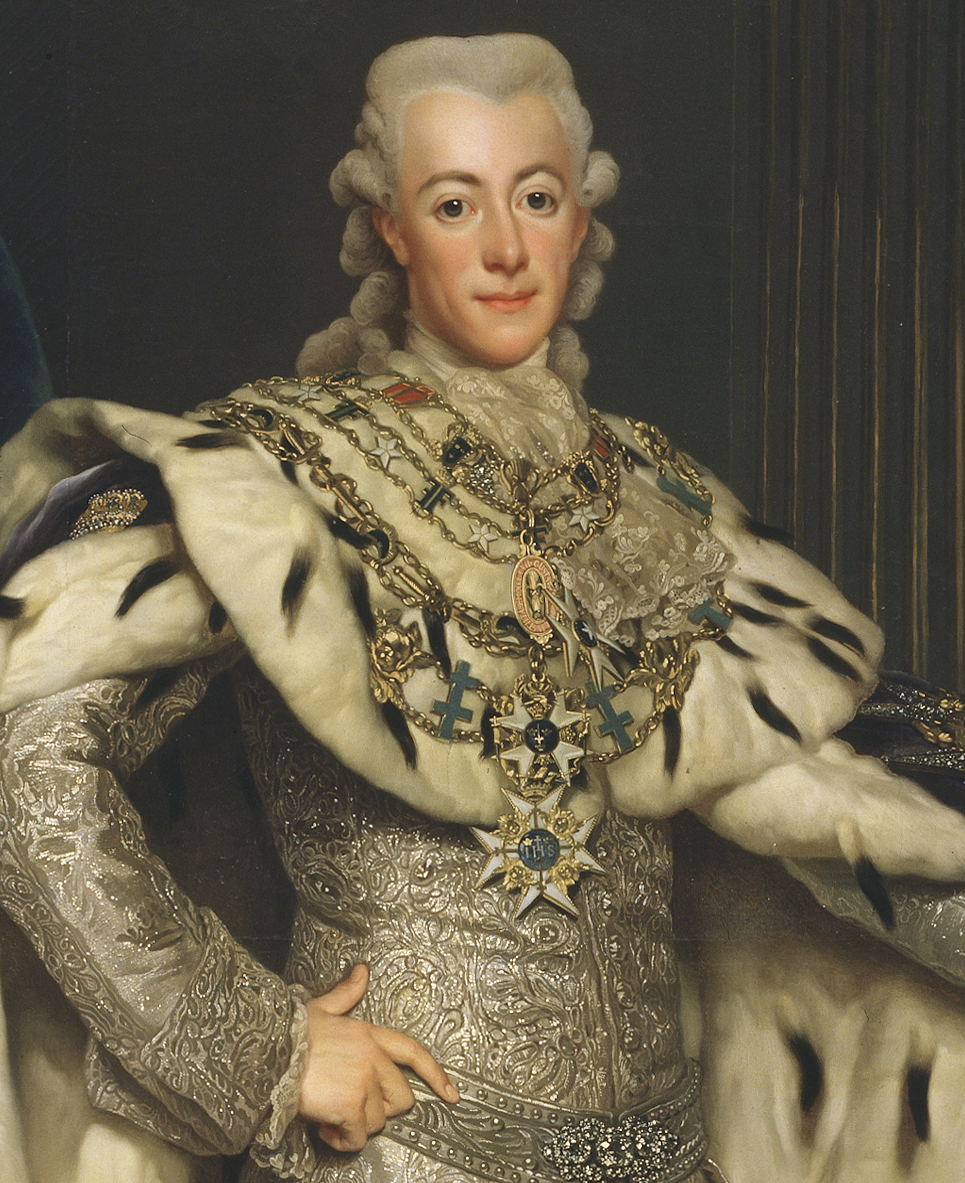
Король Густав III

Король был вправе присутствовать на любых заседаниях и обладал одновременно двумя голосами, также он имел право решающего голоса, если голоса разделятся поровну. Однако воспользовался своим правом шведский монарх только один раз — это было в день 100-летия Верховного суда, когда король Оскар II принимал участие в решении одного дела.
В 1809 году в Акт о форме правления внесены изменения. С этого момента все члены суда стали именоваться судьями и должны были быть профессиональными служащими в чине советников юстиции (швед. justitieråd), постоянно осуществляющими свою деятельность. Также постоянным членом суда стал Министр юстиции Шведского Королевства (в 1840 году его членство в суде упразднено). В 1844 году требование равного числа судей от дворян и простых граждан было отменено. С 1860 года количество судей увеличено с 12 до 16 человек, которых разделили на два судебных состава. 
В связи с созданием в 1909 году Высшего административного суда и Законодательного совета некоторые полномочия Верховного суда перешли к указанным органам. Высший административный суд стал рассматривать все административные дела и возглавил систему административных судов, а Законодательный совет принял на себя обязанность по осуществлению предварительного надзора, принимаемых парламентом законов (то есть давать обязательную правовую оценку законопроектам). Также с этого времени король потерял все свои голоса в суде.

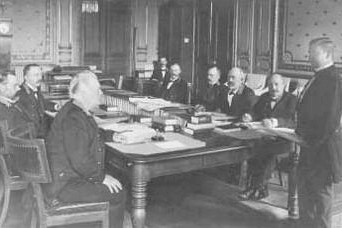
Заседание Верховного суда в Королевском дворце, 1900 год

В 1915 году Верховный суд ограничил право на подачу апелляций. Обжаловать решения нижестоящих судов в Верховный суд можно только после специального разрешения, которое даётся, если дело представляет особый интерес для формирования судебной практики (создаётся прецедент).
В 1949 году Верховный суд, который с самого начала своего создания заседал в Стокгольмском королевском дворце, был перенесён во Дворец Бунде. С 1974 года Верховный суд прекратил практику вынесения решений от имени шведского короля, все решения стали выноситься от имени государства. Тем самым Верховный суд окончательно установил свой независимый статус от шведского монарха.
В 2010 году впервые за всю историю суда председателем была назначена женщина — Марианна Лундиус.

## Юрисдикция
Основной функцией Верховного суда является рассмотрение жалоб на приговоры и решения апелляционных судов. Таких судов насчитывается шесть: 
- апелляционный суд Свеаланда в Стокгольме,
- апелляционный суд Гёталанда в Йёнчёпинге,
- апелляционный суд Сконе и Блекинге в Мальмё,
- апелляционный суд Западной Швеции в Гётеборге,
- апелляционный суд Нижнего Норрланда в Сундсвалле,
- апелляционный суд Верхнего Норрланда в Умео.

Право на обжалование в Верховный суд необходимо отдельно получить у коллегии из 3 судей. Суд принимает дело к пересмотру лишь в том случае, если оно может создать прецедент и будет являться руководящим для районных и апелляционных судов в их деятельности. Верховный суд занимается сугубо формированием единообразной судебной практики, поэтому для большинства типичных дел, если они не связаны с применением новой нормы закона и созданием прецедента, последней инстанцией для обжалования будет апелляционный суд.
Верховный суд выступает судом первой инстанции по делам об ответственности высших должностных лиц за совершённые ими преступления.
В случае, если Верховным судом (так и Высшим административным судом) при применении какого-либо акта (предписания) будет установлено его противоречие основным конституционным актам Швеции или вышестоящему законодательству, он вправе его не применять, в отношении закона принятого Риксдагом такой подход возможен только при явной ошибке законодателя. Учитывая это, Верховный суд всё же не осуществляет настоящих функций конституционного суда, он только воздерживается от применения закона признанного неконституционным, делая это с крайней осторожностью, чтобы не вступить в конфликт с парламентом. Стоит заметить, что указанные полномочия шведские суды получили только в 2000 году, когда в Акт о форме правления были внесены соответствующие изменения (Глава 11 § 14). Также в Швеции хорошо развит институт предварительного конституционного надзора, осуществляемого Законодательным советом, который формируется Правительством и Риксдагом из членов Верховного и Высшего административного судов Швеции.